# Negreni, Bacău
Negreni este un sat în comuna Poduri din județul Bacău, Moldova, România.